# Boy Wonder CF
Manuel Alejandro Ruiz (Brooklyn, Nueva York, 17 de mayo de 1978) más conocido por sus nombres artísticos Boy Wonder Chosen Few  (o Boy Wonder CF) es un productor musical de reguetón y director general de su sello discográfico Chosen Few Emerald Entertainment, Inc. 
Boy Wonder ha realizado documentales, álbumes recopilatorios, bandas sonoras y álbumes individuales de artistas selectos, principalmente en los géneros musicales reguetón y Urbano Tropical. Ha trabajado con J Balvin, Farruko, Daddy Yankee, Wisin, Yandel, Pitbull y Jon Z, y es reconocido por la saga musical Chosen Few, donde el volumen 2, El Documental, obtuvo diversos reconocimientos.

## Carrera musical
De padre dominicano y madre puertorriqueña, se crio en Long Island City, Queens, donde se interesó por la música. 
En 2003, el primer proyecto de Boy Wonder, Chosen Few: El Documental, destacó el movimiento clandestino de reguetón, mostrando el sentido general de la cultura con imágenes de salas de conciertos llenas, entrevistas con los mejores artistas del género y mucho más. Chosen Few El Documental (CD / DVD) ganó el Premio Billboard Latino 2004 a la "Mejor Compilación Latina del Año" y obtuvo la certificación RIAA multiplatino, que incluyó el éxito «Reggaeton Latino» de Don Omar. «Reggaeton Latino» pasó 44 semanas en las listas de Billboard.
En 2005, junto con Chencho del dúo de reguetón Plan B, ambos tuvieron la idea de un álbum recopilatorio underground (El Draft 2005) creado para una competencia en búsqueda de encontrar la próxima estrella de reguetón. El ganador de la búsqueda de talentos fue el dúo de reguetón R.K.M. y Ken-Y, pero el álbum recopilatorio también lanzó las carreras de Jowell y Randy y el desconocido Fuego con su canción "Me Gustan Todas".  Boy Wonder firmó a Fuego con su sello al ver su talento subyacente, asimismo, a LDA que apareció en el «Reggaeton Latino (Remix)» y fue el primer dúo masculino / femenino de reguetón, Reychesta "Secret Weapon", anteriormente del grupo Tres Coronas, y Getto, un cantante un puertorriqueño. Este álbum, estuvo también nominado al mismo premio que su antecesor.
En 2006, Boy Wonder lanzó Chosen Few II: El Documental, que capturó el surgimiento de la segunda generación del reguetón. Según la revista Billboard, Chosen Few II: El Documental obtuvo el doble de platino y pasó meses en el Top 5 de las listas de Billboard.
En 2008, Boy Wonder lanzó otro documental Chosen Few III: The Movie. 

## Producciones independientes
En agosto de 2010, Boy Wonder fue productor ejecutivo con dirección creativa del álbum debut de Fuego, La Música del Futuro. En el verano de 2009 se lanzó "Super Estrella" con Omega "El Fuerte" y fue el primer sencillo de La Música del Futuro. Un video para "Super Estrella" fue filmado en la República Dominicana. En diciembre de 2009, el segundo sencillo de Fuego fue lanzado "Que Buena Tu Ta" con Deevani, que combina ritmos indios y ritmos latinos de Mambo y alcanzó el número 2 en las listas de Top 100 Billboard Tropical durante 12 semanas y en 2010 dos remixes fueron producidos por Boy Wonder, uno con Serani y una versión dominicana con Mozart La Para, Black Point, Sensato, Los Pepes, Monkey Black y Villanosam. 
En julio de 2010, Boy Wonder trabajó con Metropcs para patrocinar la gira de lanzamiento del álbum La Música del Futuro. "Metropcs presenta la gira de lanzamiento del álbum de Chosen Few 'Fuego: La Música del Futuro'". La gira llevó a Boy Wonder y Fuego a 13 ciudades de los Estados Unidos para promocionar el teléfono Mister Cartoon Samsung Messager de edición limitada de Metropcs. Boy Wonder trabajó con Metropcs en el tercer sencillo de Fuego, "Ya Te Olvide", un ritmo de merengue . El vídeo también presenta apariciones del actor Luis Guzmán y Boy Wonder, y las coprotagonistas Rosa Acosta y Tammy Torres.
A fines de agosto de 2010, Boy Wonder y Fuego continuaron de gira y actuaron en 1800 eventos de 411 Pain en Florida y Massachusetts.
En febrero de 2011, Fuego fue nominado para el Premio Lo Nuestro 2011 en la categoría "Artista Revelación del Año Urbano". Boy Wonder trabajó con Univision para hacer que Fuego participara en el cierre del programa y presentara a Omega "El Fuerte". Boy Wonder actuó en el escenario como el barman durante la actuación de Fuego.
Ese mismo año, Chosen Few Emerald Entertainment, Inc. fue nominada para un premio Billboard latinos al mejor sello discográfico latino del año.
Después del éxito de Fuego, en abril de 2011, Boy Wonder se propuso encontrar la próxima superestrella de Chosen Few Urbano Chiko Swagg, quien se le garantizó un lugar en el álbum de Boy Wonder "Chosen Few Urbano "El Journey"" que se lanzó en 2012. Chiko Swagg firmó con Chosen Few antes del lanzamiento del álbum en 2011.
"Chosen Few Urbano -" El Journey " fue un proyecto documental con una banda sonora planificada para explorar el movimiento Urbano estadounidense e internacional. El documental se planeó para usar una mezcla de música urbana que incluye cultura y ritmos que cada artista comparte en este documental. Se planteó que muchos artistas muy conocidos presenten su música, su país y su cultura urbana general. Los artistas de países como Puerto Rico, República Dominicana, Panamá, Cuba, Estados Unidos, Argentina, Venezuela, Canadá y Colombia están programados para ser presentados en el proyecto.
"Chosen Few Urbano" presenta artistas de Urbano de todo el mundo, incluyendo Fuego, Estados Unidos; Omega "El Fuerte", República Dominicana; Cosculluela, Puerto Rico; Chino y Nacho, Venezuela; J Balvin, Colombia; Flex, Panamá, Jowell y Randy, Puerto Rico; Dyland y Lenny, Puerto Rico; Alex Kayza, Puerto Rico; De La Ghetto, Puerto Rico; Arcángel, Puerto Rico; Farruko, Puerto Rico; La Gente de Zona, Cuba; El jugador de béisbol de los NY Mets, José Reyes, República Dominicana; Villanosam, República Dominicana; Fito Blanko, Canadá; Black Point, República Dominicana; y Sensato del Patio, República Dominicana. 
En agosto de 2011, Boy Wonder firmó a Jenny "La Sexy Voz". Ella aparece en el sencillo principal de Latin Girl Presentado por Chosen Few Urbano también presentando a Omega "El Fuerte" y Cosculluela y aparece en el remix de Jowell y Randy Chosen Few 2011 de "Perreame".
En enero de 2016, Boy Wonder firmó con Jon Z y Papi Wilo. Tiene la intención de ir de gira con ellos a partir del próximo mes en países sudamericanos. Dado que ambos ya tienen fama en esos países, Boy Wonder intentará traer esa fama a los Estados Unidos y ver si tiene la próxima superestrella como el ex artista de Chosen Few "Fuego".
En 2021, invitó a Natán el Profeta del grupo dominicano Aposento Alto, para un nuevo proyecto de música cristiana titulado Chosen Few Fe. Pretende contar una historia más consciente de la escena del reguetón actual. Wonder describe el concepto detrás del nuevo proyecto como motivador, espiritual y aprovechando algo más positivo en el contexto de un mundo cambiado. En una entrevista reciente, Wonder reflexionó sobre el proyecto diciendo: “Te haces un poco mayor, un poco más sabio y ves cómo cambia el mundo y quieres hacer algo un poco diferente. Soy lo suficientemente afortunado de tener los artistas y las relaciones para apoyarme”.

## Productor de remezclas
Uno de los primeros proyectos exitosos de Boy Wonder fue la remezcla de "Suerte" de Shakira. Se convirtió en un gran éxito clandestino. El remix de hip-hop de Boy Wonder para el himno de reguetón "Reggaeton Latino" fue un éxito mundial y contó con Don Omar, Fat Joe, NORE y LDA. Boy Wonder fue responsable de la remezcla de 2007 del reguetón hip-hop "Frikitona" con Plan B, Trick Daddy, Trina y LDA. En 2008, el artista de Boy Wonder, Fuego, obtuvo su primer gran éxito "Mi Alma Se Muere", que fue el sencillo principal de Chosen Few III: The Movie remezclando "Mi Alma Se Muere" con Pitbull y Omega "El Fuerte", tema que fue lanzado más tarde. El remix alcanzó el puesto número 22 durante más de 24 semanas en el Top 100 Billboards Tropical.

## Chosen Few Emerald Entertainment, Inc.
Chosen Few Emerald Entertainment Inc. es una compañía multimedia y de gestión, sello discográfico independiente que representa a artistas, productores y DJ. El repertorio de música y cine de Chosen Few está representado en el mercado de reguetón y urbano / latino, tanto a nivel nacional en los Estados Unidos como en todo el mundo. Los artistas incluyen Boy Wonder, Jenny "La Sexy Voz", Reychesta "Secret Weapon", LDA y Chiko Swagg. La sede de Chosen Few se encuentra en Long Island City, Nueva York. 

## Álbumes de estudio
- Chosen Few Emerald Entertainment, Inc.
- The Wonder Boy

## Discografía de Chosen Few
- 2004: Chosen Few I: El Documental
- 2005: El Draft 2005
- 2006: Chosen Few II: El Documental
- 2007: Chosen Few: Remix Classicos
- 2008: Chosen Few III: The Movie
- 2009: LDA: "Revolucionando El Genero"
- 2010: Fuego: "La Musica Del Futuro"
- 2012: Chosen Few Urbano: "El Journey"
- 2013: Chosen Few Urbano: "Continues"
- 2015: Chosen Few Urbano: "RD"
- 2023: Chosen Few Fe